# Nina Menkova
Nina Alexándrovna Menkova –en ruso, Нина Александровна Менькова– (Sverdlovsk, URSS, 25 de diciembre de 1945) es una jinete soviética que compitió en la modalidad de doma.
Ganó una medalla de plata en el Campeonato Mundial de Doma de 1990 y tres medallas en el Campeonato Europeo de Doma, en los años 1989 y 1991. Participó en los Juegos Olímpicos de Seúl 1988, ocupando el cuarto lugar en la prueba por equipos.

## Palmarés internacional
| Campeonato Mundial | Campeonato Mundial        | Campeonato Mundial | Campeonato Mundial |
| Año                | Lugar                     | Medalla            | Categoría          |
| ------------------ | ------------------------- | ------------------ | ------------------ |
| 1990               | Estocolmo (Suecia)        | Medalla de plata   | Por equipos        |
| Campeonato Europeo |                           |                    |                    |
| Año                | Lugar                     | Medalla            | Categoría          |
| 1989               | Mondorf (Luxemburgo)      | Medalla de plata   | Por equipos        |
| 1991               | Donaueschingen (Alemania) | Medalla de plata   | Por equipos        |
| 1991               | Donaueschingen (Alemania) | Medalla de bronce  | Individual (libre) |